# Tatort: Finale am Rothenbaum
Finale am Rothenbaum ist ein Fernsehfilm aus der Kriminalreihe Tatort der ARD und des ORF. Der Film wurde vom Norddeutschen Rundfunk produziert und am 20. Januar 1991 erstmals ausgestrahlt. Es handelt sich um die Tatort-Folge 239. Für den Kriminalhauptkommissar Paul Stoever (Manfred Krug) ist es der 14. und für seinen Kollegen Peter Brockmöller (Charles Brauer) ist es der 11. Fall, in dem sie ermitteln.
Stoever und Brockmöller ermitteln in Hamburg den Entführungsfall des Tennisprofis Andreas ‚Andy‘ Behrens. Die Entführer fordern die Freilassung eines in Marseille inhaftierten Bankräubers.

## Handlung
In letzter Zeit wurden Stoever und Brockmöller mit dem „Le Cercle Blanc (Der weiße Kreis)“ konfrontiert, der durch seine internationalen Verbindungen auch in Deutschland Anhänger hat. Unerwartet bringen Mitglieder dieser kriminellen Organisation Hamburgs große Tennishoffnung, Andreas Behrens, in ihre Gewalt. Die Entführer fordern die Freilassung des in Marseille inhaftierten Bankräubers Roland Reynal. Für Stoever ist das ein alter Bekannter, da dieser vor Jahren in Hamburg in einen Mordfall verwickelt war. Deshalb kontaktiert er zwei Kleinganoven, die damals mit dem Fall im Zusammenhang standen und die ihn auf die Fährte des Rauschgifthändlers Holger schicken. Doch bringt ihn das nicht so recht weiter. Dagegen erscheint ein Vorfall um den als gewalttätig bekannten Nico Schwalm als wichtiger Hinweis.
Kommissar Poulet von der französischen Polizei will einen Doppelgänger des Bankräubers einsetzen, um die Entführer zu täuschen. Poulet will um jeden Preis den „Le Cercle Blanc“ zerschlagen und dafür ist ihm jedes Mittel recht. So lässt er den Doppelgänger unter Polizeibewachung nach Deutschland fliegen. Der Austausch gegen das Entführungsopfer soll mitten auf dem Center Court am Rothenbaum geschehen. Während Behrens’ Entführer und ein weiterer Unbekannter bereits im Zuschauerbereich auf Roland Reynal warten, betritt sein Doppelgänger die Tribüne und begibt sich zu dem für ihn reservierten Platz.
Auf der Suche nach Nico Schwalm und durch einen versteckten Hinweis, den Behrens per Telefon an seine Freundin geschickt hatte, können die Ermittler den Ort finden, an dem der Tennisstar gefangen gehalten wird. Der flüchtende Schwalm wird festgenommen und Behrens in Sicherheit gebracht. In der Zwischenzeit wird Reynals Doppelgänger von dem Unbekannten ganz gezielt erschossen. Bei dem dramatischen Finale auf dem Center Court am Rothenbaum wird der Entführer bei seiner Flucht von der Polizei erschossen, doch der Unbekannte entkommt. Dieser begibt sich mit der Bahn zurück nach Frankreich. Dort offeriert Kommissar Poulet dem echten Roland Reynal ein Foto seines toten Doppelgängers. Damit will er ihn einschüchtern und glauben machen, dass seine Organisation ihn ausschalten will und er sich nirgendwo mehr sicher fühlen könne. Als einzige Möglichkeit bleibe ihm, gegen den „Le Cercle Blanc“ auszusagen, dann könne die Polizei ihn in ein Schutzprogramm nehmen.
Da Stoever und Brockmöller diese Hintergründe nicht kennen, ist für sie die Akte Roland Reynal geschlossen.

## Hintergrund
Finale am Rothenbaum wurde vom NDR produziert. Die Dreharbeiten erfolgten in Hamburg.
In Hamburg befindet sich der Stadtteil Hamburg-Rotherbaum in dem seit 1892 internationale  Tennisturniere veranstaltet werden. Der Sportplatz am Rothenbaum wurde 1997 abgerissen.
Die Rolle des Tennisstars Andreas Behrens wurde optisch auffallend eng an die von Boris Becker angelegt.
Bei den im Film gezeigten Tennisspielsequenzen handelt es sich um das Davis-Cup-Spiel zwischen Deutschland und den USA von 1989. Zu sehen ist das 1. Einzel zwischen Carl-Uwe Steeb und Brad Gilbert. Allerdings fand das Spiel nicht in Hamburg statt, sondern in München.
Die Publikumsszenen beim Tennisspiel, einschließlich des Mordes am Doppelgänger Reynals, sowie einzelne Außenaufnahmen aus dem Eingangsbereich wurden in der Stuttgarter Hanns-Martin-Schleyer-Halle gedreht. Die Halle war zum Zeitpunkt der Dreharbeiten als Austragungsort der Stuttgart Masters turniergerecht umgebaut.

## Rezeption

### Einschaltquoten
Seine Erstausstrahlung hatte Finale am Rothenbaum am 20. Januar 1991. Die Quote betrug 13,11 Mio. Zuschauer, was einem Marktanteil von 48,40 % entsprach.

### Kritiken
Die Kritiker der Fernsehzeitschrift TV Spielfilm lobten: „Spiel, Satz und Sieg für Krug und Brauer.“